# Hermano I da Suábia
Hermano I (Século X - 10 de dezembro de 949) foi o primeiro Duque da Suábia (926) da família dos Conradinos, filho de Gebardo, Duque da Lorena, e primo do Rei Conrado I da Germânia.
Quando o duque Burcardo II morreu em Novara, durante a campanha na Itália, o Rei Henrique, o Passarinheiro deu o ducado a Hermano. Ao empossar o duque no reichstag em Worms, o rei demonstrou claramente que ele, e não a nobreza tribal, tinha o direito de nomear o duque. Hermano casou-se com Regilinda, a viúva de Burcardo.
Apenas uma vez durante o seu reinado, Hermano teve de enfrentar uma rebelião por seus vassalos, mas ele também foi forçado várias vezes a fazer concessões na Suíça. Sankt Gallen foi dada sobre a proteção direta do rei, e o duque perdeu o uso de suas terras e renda. Para manter o controle sobre as passagens dos alpes na Borgonha e na Itália, ele obedientemente serviu aos interesses dos reis otonianos nestes reinos. Em Worms no ano de 950, depois da morte de Hermano, Otão, o Grande, nomeou seu filho Liudolf, que tinha se casado com a filha de Hermano, Ida em 947 ou 948, (falecida em 17 de Maio de 986), duque.
Além de ser duque, Hermano foi a partir de 939 conde de Langau, em 948 conde de Auelgau, e a partir de 947 abade de Echternach. Ele fundou a igreja de St Florin em Coblenz , e foi sepultado no mosteiro de Reichenau Ilha no Lago de Constança.